# Robert Windsor-Clive (1er comte de Plymouth)

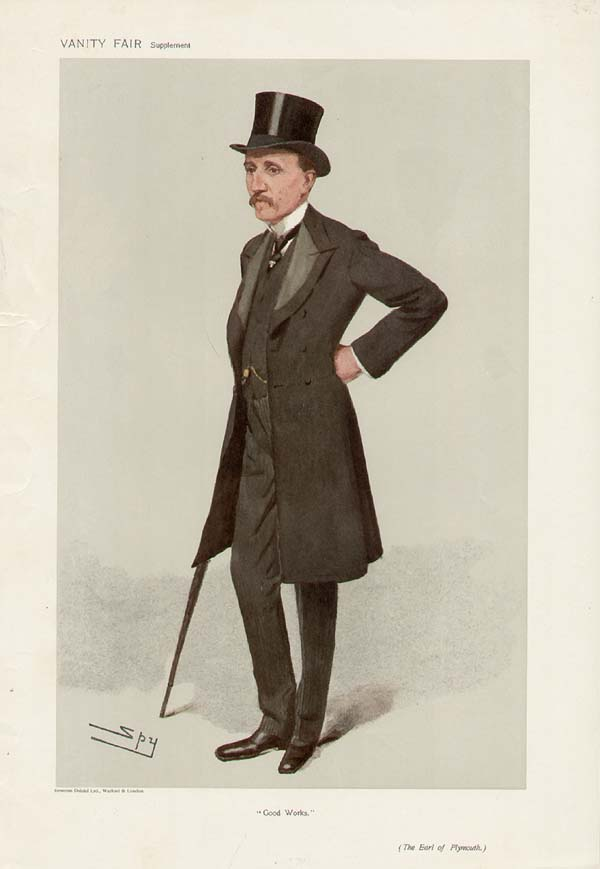
"Bon travail". Caricature de Spy publiée dans Vanity Fair en 1906.

Robert George Windsor-Clive, 1er comte de Plymouth, (27 août 1857 - 6 mars 1923), connu sous le nom de Lord Windsor entre 1869 et 1905, est un noble britannique et un homme politique conservateur. Il est le président fondateur de la London Society. 

## Jeunesse
Il est né à John Street, Berkeley Square, Londres, le fils de Robert Windsor-Clive, fils de Robert Clive et Harriett, 13e baronne de Windsor, fille d'Other Windsor, 5e comte de Plymouth. Sa mère est Mary Selina Louisa, fille de George Bridgeman (2e comte de Bradford). En 1869, il succède à sa grand-mère dans la baronnie de Windsor. Il fait ses études au Collège d'Eton et est admis au St John's College de Cambridge en 1875. Il est diplômé BA en 1878, MA en 1891, et reçoit un LL honoraire . D par l'université en 1900. 

## Propriétaire terrien
Il charge Bodley et Garner de construire une nouvelle maison de campagne dans son domaine à Hewell Grange près de Tardebigge, Worcestershire, qui est achevée en 1884–1891. Le domaine est un siège de la famille Windsor depuis le XVIe siècle. Son lien de parenté avec les Windsors passe par sa grand-mère paternelle. Il n'est pas un Windsor de naissance, mais un Clive par son père. Sa grand-mère a mis un trait d'union à son nom lors de son mariage et son fils a continué. Il y a plusieurs ruines de maisons antérieures sur le domaine et un grand nombre de monuments classés. 
Les Windsor-Clives vivent également au château de St Fagans près de Cardiff, principalement pendant les mois d'été. La maison du XVIe siècle fait maintenant partie du Musée national du pays de Galles, à qui elle a été donnée après la mort du 2e comte, et est meublée et décorée comme elle l'a été pendant leur résidence. 

## Carrière politique
En tant que Lord Windsor, il sert sous Lord Salisbury en tant que Paymaster General entre 1890 et 1892 et est admis au Conseil privé en 1891. Sous Arthur Balfour, il est premier commissaire aux travaux entre le 11 août 1902 et la victoire libérale de 1905, période durant laquelle il est responsable de la transformation de The Mall et place le mémorial de la reine Victoria à l'extérieur du Palais de Buckingham. 
En 1905, le comté de Plymouth détenu par son arrière-grand-père (qui a disparu en 1843) est rétabli lorsqu'il est créé vicomte Windsor, de St Fagans dans le comté de Glamorgan, et comte de Plymouth, dans le comté de Devon. 
Outre sa carrière dans la politique nationale, il est maire de Cardiff de 1895 à 1896. Il est nommé Compagnon de l'Ordre du Bain en 1905 et Chevalier Grand-Croix de l'Ordre de l'Empire britannique en 1918, ainsi qu'officier de la Légion d'honneur française et est à un moment président de l'Union des associations conservatrices.

## Autres postes publics
Lord Plymouth est également Lord Lieutenant de Glamorgan de 1890 à sa mort et haut commissaire de l'Université de Cambridge à partir de 1919. 
Lord Plymouth sert dans le Worcestershire Yeomanry, étant sous-lieutenant en 1878 et promu lieutenant (1880) et major (1885), et est son lieutenant-colonel commandant de 1893 à 1906. Il est également colonel honoraire du 2nd Glamorganshire Artillery Volunteers à partir de 1890, du 2nd Volunteer Battalion, rebaptisé plus tard 8th Battalion, du Worcestershire Regiment à partir de 1891, et du Glamorganshire Yeomanry de 1901 à sa mort, ainsi que du 3rd (Milice) Bataillon du Welch Regiment entre 1896 et 1908. 
Il est sous-prieur de l'ordre de Saint-Jean de Jérusalem. En février 1900, il est nommé administrateur de la National Gallery et il est le premier président de The Concrete Institute (maintenant l'Institution of Structural Engineers) entre 1908 et 1910. En 1913, il est responsable de l'achat du Crystal Palace pour la nation. Il sert deux fois en tant que président de la Cambrian Archaeological Society, d'abord en 1899 et de nouveau en 1912. 
En 1913, Lord Plymouth accueille le duc et la duchesse d'Argyll (sœur d'Édouard VII) à son siège du Worcestershire, Hewell Grange. Le 23 avril 1913, il accompagne le duc et la duchesse à Birmingham. Là, il a ouvert le King Edward VII Memorial Hospital à Ladywood et a ensuite dévoilé la statue au roi Edward VII à Victoria Square, Birmingham. En 1918, il est le premier président de la nouvelle société civique de Birmingham. 

## Famille
En 1883, Lord Plymouth épouse Alberta Victoria Sarah Caroline, qui est la fille d'Augustus Paget, née en 1863. Ils ont trois fils et une fille. Son fils aîné Other Robert Windsor-Clive, vicomte Windsor – meurt avant lui, comme son troisième fils, le lieutenant Archer Windsor-Clive, du 3e Bataillon Coldstream Guards, tué en action à Landrecies tenant la ligne pendant la retraite de Mons. Archer a brièvement joué au cricket pour Glamorgan. Lord Plymouth est décédé subitement en mars 1923, à l'âge de 65 ans, à son domicile de Great Cumberland Place, à Londres, et est enterré à Tardebigge, Worcestershire. Il est remplacé dans le comté par son deuxième fils, Ivor Windsor-Clive (2e comte de Plymouth). La comtesse de Plymouth est décédée en août 1944, âgée de 81 ans et est enterrée à côté de son mari et de leur fils Other Robert (1884 – 1908). 